# 田詔金
田詔金，字恩書，號紫亭，贵州玉屏人，清朝政治人物、同進士出身。

## 生平
道光二年（1822年）清宣宗登極壬午恩科進士，三甲八十四名，官湖南知縣，改石阡府教授。